# БелаПАН
Білоруська інформаційна компанія БелаПАН, Білоруське приватне агентство новин (біл. Беларускае прыватнае агенцтва навін) — інформаційне агентство з розгалуженою мережею кореспондентів в усіх регіонах Білорусі. Новини подає білоруською, російською та англійською мовами в режимі реального часу.
Продукти (за платної підписки) і послуги: 20 інформаційних, аналітичних, довідкових і спеціалізованих, надання різноманітних інформаційних, дослідницьких, рекламних і моніторингових послуг.
Це єдиний білоруський учасник міжнародного проекту «CEE-BusinessLine» — «Стрічки економічних новин з країн Центральної і Східної Європи».

## Історія агентства
Агентство створив 1991 року Олесь Ліпай. З 2000 року з'явився проект «Вибори в Білорусі» (висвітлення в режимі реального часу усіх виборчих кампаній і референдумів у Білорусі)
З 2002 року — видання інтернет-газети «Білоруські новини» (naviny.by).
14 січня 2021 року в редакції пройшов обшук, було вилучено оргтехніку і частина рукописної та друкованої документації, що паралізувало роботу інформаційного агентства.
18 серпня 2021 року силовики режиму Лукашенка провели обшуки в редакції і у журналістів, конфіскували техніку, кілька співробітників були затримані, зокрема головний редактор Ірина Левшина, а сайти belapan.by и belapan.com перестали працювати. Праця БелаПАН у Білорусі була паралізована, але частина редакції пообіцяла продовжити роботу за кордоном. Заарештовані в рамках кримінальної справи за ст. 342 КК РБ («Організація і підготовка дій, що грубо порушують громадський порядок, або активна участь у них») Левшина, ексдиректор Дмитро Новожилов і бухгалтер Катерина Боєва спільною заявою десяти організацій, зокрема Правозахисного центру «Вясна», Білоруської асоціації журналістів, Білоруського Гельсінського комітету, Білоруського ПЕН-центру, 19 серпня 2021 року були визнані політичними ув'язненими.
У листопаді 2021 року КДБ визнав БелаПАН екстремістським формуванням. Створення такого формування або участь у ньому є кримінальним злочином у Білорусі, і дійсно, Левшину та Новожилова звинуватили у створенні екстремістського формування. Сайти БелаПАН, уже заблоковані в Білорусі, припинили оновлення.
У жовтні 2022 року співробітників БелаПАН Андрія Олександрова, Ірину Злобіну, Дмитра Новожилова та Ірину Левшину засудили до 14, 9, 6 та 4 років колонії відповідно.

## Принципи діяльності
У Білорусі і за її межами інформаційна компанія БелаПАН відома як достовірне, об'єктивне й оперативне джерело інформації про події в Білорусі. Два основні принципи, яких дотримується БелаПАН у своїй діяльності:
- повідомляти про усі важливі події, незалежно від того, з чиєї волі вони відбуваються;
- викладати інформацію про події без їх журналістської оцінки, з коментарями фахівців і усіх зацікавлених сторін, представляючи різні точки зору на те, що відбувається, не віддаючи переваги жодній із них.

БелаПАН отримує інформацію безпосередньо з місця події або з першоджерела, користується коментарями найвідоміших експертів, політиків, економістів, учених та інших фахівців.

## Підрозділи агентства
- інформаційне агентство
- редакція мультимедійних новин
- аналітична служба (керівник — Олександр Класковський[be][12])
- рекламне агентство
- служба моніторингу
- редакція інтернет-газети «Білоруські новини»

## Нагороди
- 2004 рік — Премія імені Дмитра Завадського: «За мужність і професіоналізм», як «підтвердження бездоганної репутації БелаАН і визнання високого професіоналізму журналістів»
- 2005 рік — Премія імені Герда Буцеріуса «Вільна преса Східної Європи[ru]»
- 2006 рік — БелаПАН та видавана агентством інтернет-газета «Білоруські новини» (naviny.by) отримали «Премію Рунета[ru]» в номінації «Рунет за межами Ru»